# Palaquium montanum
Palaquium montanum är en tvåhjärtbladig växtart som beskrevs av Adolph Daniel Edward Elmer. Palaquium montanum ingår i släktet Palaquium och familjen Sapotaceae. Inga underarter finns listade i Catalogue of Life.